# شهرداری روگاتک
شهرداری روگاتک (به لاتین: Municipality of Rogatec) یک منطقهٔ مسکونی در اسلوونی است که در اسلوونی واقع شده‌است. شهرداری روگاتک ۳۹٫۶ کیلومتر مربع مساحت و ۳٬۱۶۲ نفر جمعیت دارد.